# Liste von Burgen, Schlössern und Festungen im Département Essonne
Die Liste von Burgen, Schlössern und Festungen im Département Essonne listet bestehende und abgegangene Anlagen im Département Essonne auf. Das Département zählt zur Region Île-de-France in Frankreich.

Wappen des Départements Essonne (91)
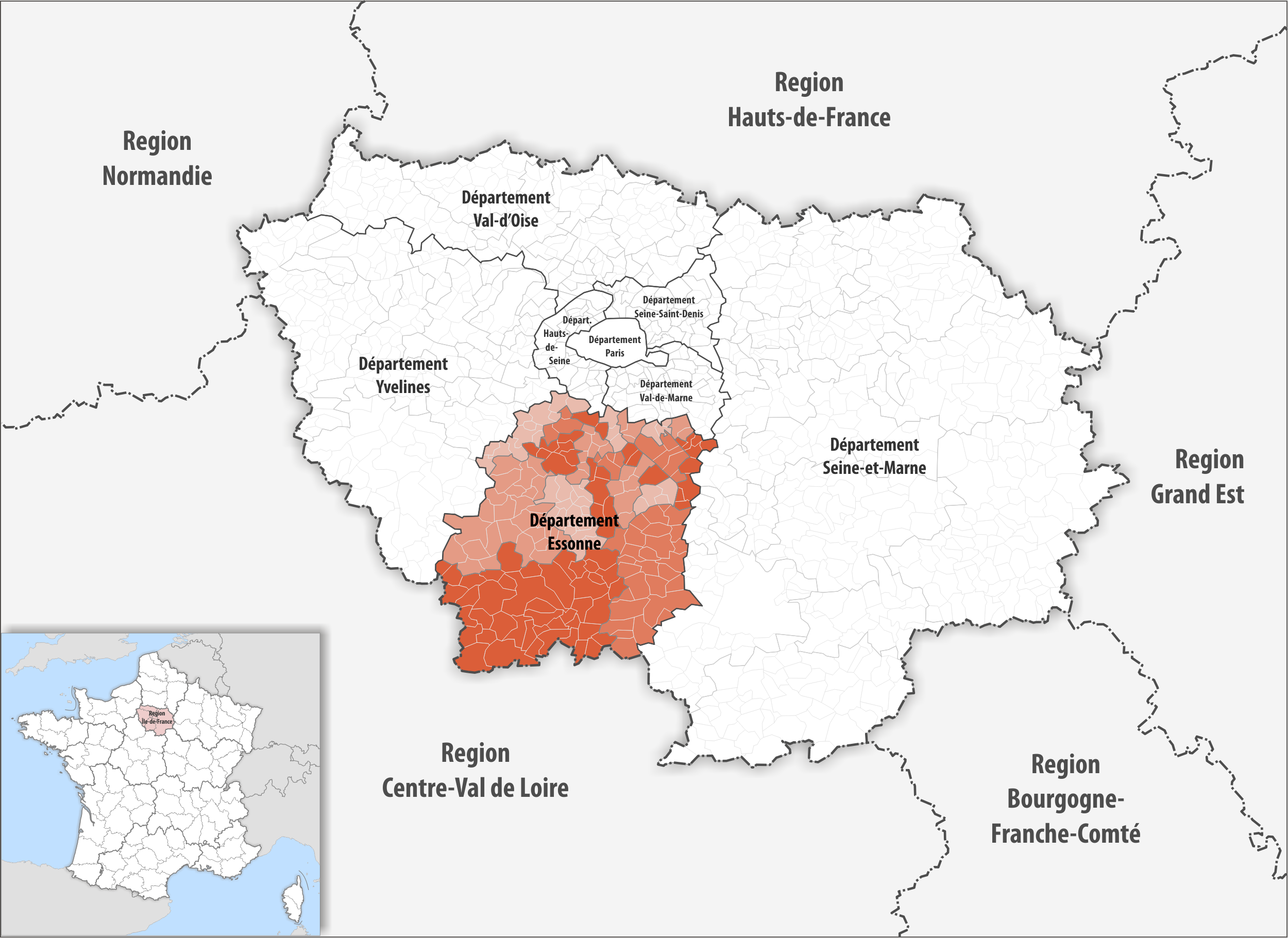
Lage des Départements Essonne in der Region Île-de-France
Lage der Region Île-de-France in Frankreich

## Liste
Bestand am 4. November 2022: 143
| Name deu / fra                                                               | Gemeinde / Lage                                | Typ (Untertyp)          | Bemerkungen                                                                                                   | Bild |
| ---------------------------------------------------------------------------- | ---------------------------------------------- | ----------------------- | --- | ---- |
| Schloss Amblainvilliers Château d'Amblainvilliers                            | Verrières-le-Buisson 48,739005° N, 2,244956° O | Schloss                 | Im Mittelalter stand hier eine Burg                                                                           |      |
| Schloss Angervilliers Château d'Angervilliers                                | Angervilliers 48,591° N, 2,065° O              | Schloss                 | |      |
| Schloss Ardenay Château d'Ardenay                                            | Palaiseau 48,716° N, 2,24° O                   | Schloss                 | |      |
| Schloss Arny Château d'Arny                                                  | Bruyères-le-Châtel                             | Schloss                 | |      |
| Herrenhaus Les Arpentis Manoir des Arpentis                                  | Vauhallan                                      | Schloss (Herrenhaus)    | |      |
| Schloss Athis Château d'Athis                                                | Athis-Mons 48,709° N, 2,391° O                 | Schloss                 | Heute eine Schule                                                                                             |      |
| Schloss Avaucourt Château d'Avaucourt                                        | Athis-Mons 48,707° N, 2,389° O                 | Schloss                 | Heute das Rathaus (Hôtel de ville)                                                                            |      |
| Schloss Ballainvilliers Château de Ballainvilliers                           | Ballainvilliers 48,672128° N, 2,293509° O      | Schloss                 | |      |
| Schloss Bandeville Château de Bandeville                                     | Saint-Cyr-sous-Dourdan 48,575° N, 2,03° O      | Schloss                 | |      |
| Schloss La Barrerie Château de la Barrerie                                   | Villiers-le-Bâcle                              | Schloss                 | |      |
| Schloss Baville Château de Baville                                           | Saint-Chéron 48,566644° N, 2,127074° O         | Schloss                 | |      |
| Schloss Beauregard Château de Beauregard                                     | Saint-Jean-de-Beauregard                       | Schloss                 | |      |
| Schloss Beauvoir Château de Beauvoir                                         | Évry-Courcouronnes 48,629° N, 2,456° O         | Schloss                 | |      |
| Schloss Bel Abord Château de Bel Abord                                       | Chilly-Mazarin 48,706° N, 2,313° O             | Schloss                 | Größtenteils zerstört                                                                                         |      |
| Schloss Bel-Air Château de Bel-Air                                           | Bièvres                                        | Schloss                 | |      |
| Schloss Bel-Ébat Château de Bel-Ébat                                         | Marcoussis                                     | Schloss                 | |      |
| Schloss Bellejame Château de Bellejame                                       | Marcoussis                                     | Schloss                 | Ruine |      |
| Schloss Bellesbat Château de Bellesbat                                       | Courdimanche-sur-Essonne 48,432° N, 2,373° O   | Schloss                 | |      |
| Schloss Belleville Château de Belleville                                     | Gif-sur-Yvette                                 | Schloss                 | |      |
| Schloss Bièvres Château de Bièvres                                           | Bièvres 48,755° N, 2,223° O                    | Schloss                 | |      |
| Schloss Billy Château de Billy                                               | Saint-Vrain                                    | Schloss                 | |      |
| Schloss Le Bois Loriot Château du Bois Loriot                                | Verrières-le-Buisson                           | Schloss                 | |      |
| Schloss Le Bois-Courtin Château du Bois-Courtin                              | Villejust 48,689° N, 2,236° O                  | Schloss                 | |      |
| Schloss La Boissière Château de la Boissière                                 | Saint-Vrain                                    | Schloss                 | |      |
| Schloss Boissy-le-Sec Château de Boissy-le-Sec                               | Boissy-le-Sec 48,478° N, 2,088° O              | Schloss                 | |      |
| Schloss Boutervilliers Château de Boutervilliers                             | Boutervilliers                                 | Schloss                 | |      |
| Schloss Brunehaut Château de Brunehaut                                       | Morigny-Champigny 48,454° N, 2,179° O          | Schloss                 | |      |
| Schloss Bruyères-le-Châtel Château de Bruyères-le-Châtel                     | Bruyères-le-Châtel                             | Schloss                 | Mittelalterliche Burg, im 19. Jahrhundert umgebaut                                                            |      |
| Burg Bures-sur-Yvette Château de Bures-sur-Yvette                            | Bures-sur-Yvette                               | Burg                    | Nur zwei Türme erhalten                                                                                       |      |
| Schloss Button Château de Button                                             | Gif-sur-Yvette                                 | Schloss                 | |      |
| Schloss Les Célestins Château des Célestins                                  | Marcoussis                                     | Schloss                 | |      |
| Schloss Cerny Château de Cerny                                               | Cerny                                          | Schloss                 | Heute das Rathaus (Mairie)                                                                                    |      |
| Schloss Chaiges Château de Chaiges                                           | Athis-Mons                                     | Schloss                 | Abgegangen |      |
| Schloss Chamarande Château de Chamarande                                     | Chamarande 48,513° N, 2,221° O                 | Schloss                 | |      |
| Schloss Champrond Château de Champrond                                       | Saint-Hilaire                                  | Schloss                 | |      |
| Schloss Chanteloup Château de Chanteloup                                     | Saint-Germain-lès-Arpajon                      | Schloss                 | |      |
| Schloss Cheptainville Château de Cheptainville                               | Cheptainville                                  | Schloss                 | Abgegangen |      |
| Schloss Chilly-Mazarin Château de Chilly-Mazarin                             | Chilly-Mazarin 48,702° N, 2,313° O             | Schloss                 | |      |
| Schloss Corbeville Château de Corbeville                                     | Orsay                                          | Schloss                 | |      |
| Schloss Courances Château de Courances                                       | Courances 48,441° N, 2,469° O                  | Schloss                 | |      |
| Schloss Courson Château de Courson                                           | Courson-Monteloup 48,6° N, 2,147° O            | Schloss                 | |      |
| Schloss Dommerville Château de Dommerville                                   | Angerville 48,319° N, 1,989° O                 | Schloss                 | |      |
| Burg Dourdan Château de Dourdan                                              | Dourdan 48,53° N, 2,011° O                     | Burg                    | |      |
| Schloss Écharcon Château d'Écharcon                                          | Écharcon 48,571° N, 2,409° O                   | Schloss                 | |      |
| Schloss L’Ermitage Château de l'Ermitage                                     | Gif-sur-Yvette 48,702° N, 2,134° O             | Schloss                 | Heute das Rathaus (Hôtel de ville)                                                                            |      |
| Schloss Estienne d’Orves Château d'Estienne d'Orves                          | Verrières-le-Buisson                           | Schloss                 | |      |
| Burg Étampes Château d'Étampes                                               | Étampes 48,437° N, 2,158° O                    | Burg                    | Ruine |      |
| Schloss Farcheville Château de Farcheville                                   | Bouville 48,425° N, 2,288° O                   | Burg                    | |      |
| Herrenhaus Favreuse Manoir de Favreuse                                       | Bièvres                                        | Schloss (Herrenhaus)    | Abgegangen |      |
| Schloss La Fontaine Château de la Fontaine                                   | Brétigny-sur-Orge 48,619° N, 2,306° O          | Schloss                 | Heute eine Schule                                                                                             |      |
| Schloss Fontenay-lès-Briis Château de Fontenay-lès-Briis                     | Fontenay-lès-Briis                             | Schloss                 | |      |
| Schloss Forges-les-Bains Château de Forges-les-Bains                         | Forges-les-Bains 48,627° N, 2,099° O           | Schloss                 | |      |
| Schloss Frémigny Château de Frémigny                                         | Bouray-sur-Juine 48,518° N, 2,308° O           | Schloss                 | |      |
| Schloss Fromenteau Château de Fromenteau                                     | Juvisy-sur-Orge 48,692444° N, 2,37119° O       | Schloss                 | |      |
| Schloss Gillevoisin Château de Gillevoisin                                   | Janville-sur-Juine 48,511° N, 2,238° O         | Schloss                 | |      |
| Schloss Gironville Château de Gironville                                     | Gironville-sur-Essonne                         | Schloss                 | |      |
| Tempel La Gloire Temple de la Gloire                                         | Orsay 48,7° N, 2,201° O                        | Schloss                 | |      |
| Schloss Le Grand Mesnil Château du Grand Mesnil                              | Bures-sur-Yvette                               | Schloss                 | Heute ein psychiatrisches Krankenhaus                                                                         |      |
| Schloss Le Grand Saint-Mars Château du Grand Saint-Mars                      | Chalo-Saint-Mars 48,426° N, 2,068° O           | Schloss                 | |      |
| Schloss Grand-Vaux Château de Grand-Vaux                                     | Savigny-sur-Orge                               | Schloss                 | Abgerissen |      |
| Herrenhaus La Grande Bouvêche Manoir de la Grande Bouvêche (Château d’Orsay) | Orsay                                          | Schloss (Herrenhaus)    | |      |
| Schloss La Grande-Maison Château de la Grande-Maison                         | Bures-sur-Yvette                               | Schloss (Herrenhaus)    | |      |
| Burg La Grange Château de la Grange                                          | Villeconin 48,519° N, 2,125° O                 | Burg                    | Ruine |      |
| Schloss La Grange Château de la Grange                                       | Yerres 48,729° N, 2,495° O                     | Schloss                 | |      |
| Schloss La Grange-Feu-Louis Château la Grange-Feu-Louis                      | Évry-Courcouronnes                             | Schloss                 | Abgegangen |      |
| Schloss Grillon Château de Grillon                                           | Dourdan                                        | Schloss                 | Geburtsort von Jean-François Regnard                                                                          |      |
| Schloss Huison-Longueville Château d'Huison-Longueville                      | D’Huison-Longueville                           | Schloss                 | |      |
| Schloss Janvry Château de Janvry                                             | Janvry 48,648° N, 2,154° O                     | Schloss                 | |      |
| Schloss Jeurre Château de Jeurre                                             | Morigny-Champigny 48,468° N, 2,188° O          | Schloss                 | |      |
| Schloss Juvisy Château de Juvisy                                             | Juvisy-sur-Orge                                | Schloss                 | Heute das Rathaus                                                                                             |      |
| Schloss Launay Château de Launay                                             | Orsay                                          | Schloss                 | Gehört heute zu Universität Paris-Süd                                                                         |      |
| Schloss Leuville Château de Leuville                                         | Leuville-sur-Orge                              | Schloss                 | |      |
| Schloss Limon Château de Limon                                               | Vauhallan                                      | Schloss                 | Heute ein Hotel                                                                                               |      |
| Schloss Lormoy Château de Lormoy                                             | Longpont-sur-Orge                              | Schloss                 | |      |
| Schloss Le Marais Château du Marais                                          | Le Val-Saint-Germain 48,573° N, 2,102° O       | Schloss                 | Sterbeort von Gaston Palewski                                                                                 |      |
| Schloss Marienthal Chateau Marienthal                                        | Verrières-le-Buisson 48,74607° N, 2,232122° O  | Schloss                 | |      |
| Schloss La Martinière Château de la Martinière                               | Bièvres 48,756° N, 2,211° O                    | Schloss                 | |      |
| Schloss La Martinière Château de la Martinière                               | Saclay                                         | Schloss                 | |      |
| Schloss Méréville Château de Méréville                                       | Méréville 48,32° N, 2,091° O                   | Schloss                 | |      |
| Schloss Le Merle-Blanc Château du Merle-Blanc                                | Avrainville 48,562° N, 2,245° O                | Schloss                 | Heute das Rathaus (Hôtel de ville)                                                                            |      |
| Schloss Le Mesnil Château du Mesnil                                          | Longpont-sur-Orge                              | Schloss                 | |      |
| Schloss Mesnil-Voisin Château de Mesnil-Voisin                               | Bouray-sur-Juine 48,521° N, 2,276° O           | Schloss                 | |      |
| Schloss Mignaux Château de Mignaux                                           | Verrières-le-Buisson                           | Schloss                 | |      |
| Schloss Milly-la-Forêt Château de Milly-la-Forêt                             | Milly-la-Forêt 48,402° N, 2,464° O             | Burg                    | |      |
| Burg Montagu Château de Montagu                                              | Marcoussis 48,646° N, 2,221° O                 | Burg                    | Ruine |      |
| Schloss Monthuchet Château de Monthuchet                                     | Saulx-les-Chartreux 48,69° N, 2,274° O         | Schloss                 | |      |
| Burg Montlhéry Château de Montlhéry                                          | Montlhéry 48,635° N, 2,272° O                  | Burg                    | Ruine |      |
| Schloss Montmirault Château de Montmirault                                   | Cerny                                          | Schloss                 | |      |
| Schloss Morigny Château de Morigny                                           | Morigny-Champigny 48,448° N, 2,182° O          | Schloss                 | |      |
| Schloss Morionville Château de Morionville (Moreauville)                     | Bruyères-le-Châtel 48,594334° N, 2,195894° O   | Schloss                 | Die Überreste wurden 1972 von der Firma Vitakraft überbaut                                                    |      |
| Schloss Morsang Château de Morsang                                           | Morsang-sur-Orge 48,665° N, 2,352° O           | Schloss                 | |      |
| Schloss Le Mousseau Château du Mousseau                                      | Évry-Courcouronnes                             | Schloss                 | Abgegangen |      |
| Schloss La Norville Château de La Norville                                   | La Norville                                    | Schloss                 | |      |
| Schloss Ollainville Château d'Ollainville                                    | Ollainville                                    | Schloss                 | Abgegangen |      |
| Schloss Orgemont Château d'Orgemont                                          | Cerny                                          | Schloss                 | |      |
| Schloss Orgeval Castel d'Orgeval                                             | Villemoisson-sur-Orge 48,658° N, 2,338° O      | Schloss (Villa)         | |      |
| Herrenhaus Orsigny Manoir d'Orsigny                                          | Saclay                                         | Schloss (Herrenhaus)    | |      |
| Schloss Ozonville Château d'Ozonville                                        | Athis-Mons 48,707° N, 2,387° O                 | Schloss                 | |      |
| Schloss Paron Château de Paron                                               | Verrières-le-Buisson                           | Schloss                 | |      |
| Schloss Les Pastoureaux Château des Pastoureaux                              | Lardy                                          | Schloss                 | Heute das Rathaus (Hôtel de ville)                                                                            |      |
| Schloss Petit-Bourg Château de Petit-Bourg                                   | Évry-Courcouronnes 48,64° N, 2,441° O          | Schloss                 | 1944 niedergebrannt, dann abgerissen                                                                          |      |
| Burg Le Petit-Marais Château du Petit-Marais                                 | Puiselet-le-Marais                             | Burg                    | |      |
| Schloss Le Petit-Saint-Mars Château du Petit-Saint-Mars                      | Étampes                                        | Schloss                 | |      |
| Schloss Le Plessis-Saint-Père Château du Plessis-Saint-Père                  | La Ville-du-Bois                               | Schloss                 | |      |
| Schloss Presles Château de Presles                                           | Cerny                                          | Schloss                 | |      |
| Herrenhaus Richeville Manoir de Richeville                                   | Vauhallan                                      | Schloss (Herrenhaus)    | |      |
| Schloss La Roche Château de la Roche                                         | Ollainville                                    | Schloss                 | Heute ein Museum                                                                                              |      |
| Schloss Les Roches Château des Roches                                        | Bièvres 48,757° N, 2,201° O                    | Schloss                 | |      |
| Schloss Roinville Château de Roinville                                       | Roinville 48,531° N, 2,045° O                  | Schloss                 | |      |
| Schloss La Roue Château de la Roue                                           | Linas                                          | Schloss                 | |      |
| Schloss Le Rué Château du Rué                                                | Ollainville                                    | Schloss                 | Heute ein Museum                                                                                              |      |
| Schloss Saint-Vrain Château de Saint-Vrain                                   | Saint-Vrain                                    | Schloss                 | |      |
| Burg Sainte-Geneviève-des-Bois Château de Sainte-Geneviève-des-Bois          | Sainte-Geneviève-des-Bois 48,64° N, 2,332° O   | Burg                    | |      |
| Schloss Saudreville Château de Saudreville                                   | Villeconin 48,499° N, 2,13° O                  | Schloss                 | |      |
| Schloss Le Saussay Château du Saussay                                        | Ballancourt-sur-Essonne                        | Schloss                 | Diente mehreren Filmproduktionen als Kulisse, u. a. in Der Schakal (1973) und Gefährliche Liebschaften (1988) |      |
| Schloss La Saussaye Château de la Saussaye                                   | Palaiseau                                      | Schloss                 | |      |
| Schloss Savigny-sur-Orge Château de Savigny-sur-Orge                         | Savigny-sur-Orge                               | Schloss                 | Heute das Gymnasium Jean-Baptiste Corot                                                                       |      |
| Schloss Silvy Château Silvy                                                  | Bièvres 48,754° N, 2,215° O                    | Schloss                 | Heute das Rathaus (Hôtel de ville)                                                                            |      |
| Schloss La Souche Château de la Souche                                       | Montlhéry                                      | Schloss                 | |      |
| Schloss Soucy Château de Soucy (Domaine de Soucy)                            | Fontenay-lès-Briis                             | Schloss                 | |      |
| Schloss Souzy-la-Briche Château de Souzy-la-Briche                           | Souzy-la-Briche 48,527° N, 2,147° O            | Schloss                 | Dem Premierminister zugewiesener Wohnsitz                                                                     |      |
| Schloss Les Tourelles Château des Tourelles                                  | Évry-Courcouronnes                             | Schloss                 | Abgegangen |      |
| Schloss Le Tronchet Château du Tronchet                                      | Chalo-Saint-Mars                               | Schloss                 | |      |
| Schloss Trousseau Château de Trousseau                                       | Ris-Orangis 48,651° N, 2,428° O                | Schloss                 | |      |
| Schloss Vaillant Château Vaillant                                            | Verrières-le-Buisson                           | Schloss                 | |      |
| Schloss Le Val Fleury Château du Val Fleury                                  | Gif-sur-Yvette                                 | Schloss                 | |      |
| Schloss Valnay Château de Valnay                                             | Étampes                                        | Schloss                 | Heute das Rathaus (Hôtel de ville)                                                                            |      |
| Schloss Vauboyen Château de Vauboyen                                         | Bièvres 48,761° N, 2,194° O                    | Schloss                 | |      |
| Schloss Vaudouleurs Château de Vaudouleurs                                   | Morigny-Champigny                              | Schloss                 | |      |
| Festung Verrières Château de Verrières                                       | Verrières-le-Buisson                           | Festung (Befestigungen) | |      |
| Schloss Vilgénis Château de Vilgénis                                         | Massy 48,734° N, 2,244° O                      | Schloss                 | Trainingszentrum von Air France                                                                               |      |
| Schloss Villebon-sur-Yvette Château de Villebon-sur-Yvette                   | Villebon-sur-Yvette 48,699° N, 2,258° O        | Schloss                 | Heute eine Privatschule                                                                                       |      |
| Schloss Villebouzin Château de Villebouzin                                   | Longpont-sur-Orge                              | Schloss                 | |      |
| Schloss Villeconin Château de Villeconin (Manoir des Ardenelles)             | Villeconin 48,514° N, 2,123° O                 | Schloss                 | |      |
| Schloss La Ville-du-Bois Château de La Ville-du-Bois                         | La Ville-du-Bois                               | Schloss                 | Heute eine Privatschule                                                                                       |      |
| Schloss Villelouvette Château de Villelouvette                               | Égly                                           | Schloss                 | Heute ein Privatinstitut                                                                                      |      |
| Schloss Villemartin Château de Villemartin                                   | Morigny-Champigny                              | Schloss                 | |      |
| Schloss Villiers Château de Villiers                                         | Cerny 48,484° N, 2,339° O                      | Schloss                 | |      |
| Schloss Villiers Château de Villiers                                         | Draveil 48,682° N, 2,405° O                    | Schloss                 | |      |
| Schloss Villiers-le-Bâcle Château de Villiers-le-Bâcle                       | Villiers-le-Bâcle 48,728° N, 2,13° O           | Schloss                 | |      |
| Schloss Vilmorin Château de Vilmorin                                         | Verrières-le-Buisson 48,749° N, 2,268° O       | Schloss                 | |      |
| Schloss Voisins-le-Tuit Château de Voisins-le-Tuit                           | Villiers-le-Bâcle                              | Schloss                 | |      |
| Burg Yerres Château d'Yerres                                                 | Yerres 48,716° N, 2,491° O                     | Burg                    | |      |